# Wereldbeker tafeltennis
De World Cup ofwel wereldbeker tafeltennis is een jaarlijks gespeeld toernooi voor professionele tafeltennissers. Het evenement bestaat sinds de stichting in 1980 uit een enkelspeltoernooi voor mannen en sinds 1996 tevens uit een enkelspeltoernooi voor vrouwen. Er werd in 1990 en 1992 ook een World Doubles Cup gespeeld. Ook bestond er een WTC-World Team Cup.
Sinds 2023 bestaat er een ITTF Mixed Team World Cup.

## Mannen enkelspel

### Medaillewinnaars
| Editie | Jaar | Plaats            | Goud                  | Zilver               | Brons                         |
| ------ | ---- | ----------------- | --------------------- | -------------------- | ----------------------------- |
| 1      | 1980 | Hongkong          | Guo Yuehua            | Li Zhenshi           | Josef Dvořáček                |
| 2      | 1981 | Kuala Lumpur      | Tibor Klampár         | Xie Saike            | Guo Yuehua                    |
| 3      | 1982 | Hongkong          | Guo Yuehua (2)        | Mikael Appelgren     | Xie Saike                     |
| 4      | 1983 | Barbados          | Mikael Appelgren      | Jan-Ove Waldner      | Erik Lindh                    |
| 5      | 1984 | Kuala Lumpur      | Jiang Jialiang        | Kim Wan              | Ulf Bengtsson                 |
| 6      | 1985 | Foshan            | Chen Xinhua           | Andrzej Grubba       | Jiang Jialiang                |
| 7      | 1986 | Port of Spain     | Chen Longcan          | Jiang Jialiang       | Kim Wan                       |
| 8      | 1987 | Macao             | Teng Yi               | Jiang Jialiang       | Andrzej Grubba                |
| 9      | 1988 | Guangzhou & Wuhan | Andrzej Grubba        | Chen Longcan         | Jiang Jialiang                |
| 10     | 1989 | Nairobi           | Ma Wenge              | Andrzej Grubba       | Mikael Appelgren              |
| 11     | 1990 | Chiba             | Jan-Ove Waldner       | Ma Wenge             | Chen Longcan                  |
| 12     | 1991 | Kuala Lumpur      | Jörgen Persson        | Jean-Philippe Gatien | Jan-Ove Waldner               |
| 13     | 1992 | Ho Chi Minhstad   | Ma Wenge (2)          | Kim Taek-soo         | Yoo Nam-kyu                   |
| 14     | 1993 | Guangzhou         | Zoran Primorac        | Wang Tao             | Johnny Huang                  |
| 15     | 1994 | Taipei            | Jean-Philippe Gatien  | Jean-Michel Saive    | Zoran Primorac                |
| 16     | 1995 | Nimes             | Kong Linghui          | Jörg Roßkopf         | Liu Guoliang                  |
| 17     | 1996 | Nimes             | Liu Guoliang          | Jan-Ove Waldner      | Vladimir Samsonov             |
| 18     | 1997 | Nimes             | Zoran Primorac (2)    | Kong Linghui         | Vladimir Samsonov             |
| 19     | 1998 | Shantou           | Jörg Roßkopf          | Kim Taek-soo         | Zoran Primorac                |
| 20     | 1999 | Xiaolan           | Vladimir Samsonov     | Werner Schlager      | Zoran Primorac                |
| 21     | 2000 | Yangzhou          | Ma Lin                | Kim Taek-soo         | Wang Liqin                    |
| 22     | 2001 | Courmayeur        | Vladimir Samsonov (2) | Wang Liqin           | Jörg Roßkopf                  |
| 23     | 2002 | Jinan             | Timo Boll             | Kong Linghui         | Zoran Primorac                |
| 24     | 2003 | Jiangyin          | Ma Lin (2)            | Kalinikos Kreanga    | Wang Liqin                    |
| 25     | 2004 | Hangzhou          | Ma Lin (3)            | Kalinikos Kreanga    | Wang Hao                      |
| 26     | 2005 | Luik              | Timo Boll (2)         | Wang Hao             | Ma Lin                        |
| 27     | 2006 | Parijs            | Ma Lin (4)            | Wang Hao             | Wang Liqin                    |
| 28     | 2007 | Barcelona         | Wang Hao              | Ryu Seung-min        | Wang Liqin                    |
| 29     | 2008 | Luik              | Wang Hao (2)          | Timo Boll            | Ma Long                       |
| 30     | 2009 | Moskou            | Vladimir Samsonov (3) | Chen Qi              | Ma Long                       |
| 31     | 2010 | Maagdenburg       | Wang Hao (3)          | Zhang Jike           | Timo Boll                     |
| 32     | 2011 | Parijs            | Zhang Jike            | Wang Hao             | Joo Se-hyuk                   |
| 33     | 2012 | Liverpool         | Ma Long               | Timo Boll            | Vladimir Samsonov             |
| 34     | 2013 | Verviers          | Xu Xin                | Vladimir Samsonov    | Dimitrij Ovtcharov            |
| 35     | 2014 | Düsseldorf        | Zhang Jike (2)        | Ma Long              | Timo Boll                     |
| 36     | 2015 | Halmstad          | Ma Long (2)           | Fan Zhendong         | Dimitrij Ovtcharov            |
| 37     | 2016 | Saarbrücken       | Fan Zhendong          | Xu Xin               | Wong Chun-ting                |
| 38     | 2017 | Luik              | Dimitrij Ovtcharov    | Timo Boll            | Ma Long                       |
| 39     | 2018 | Parijs            | Fan Zhendong (2)      | Timo Boll            | Lin Gaoyuan                   |
| 40     | 2019 | Chengdu           | Fan Zhendong (3)      | Tomokazu Harimoto    | Lin Yun-ju                    |
| 41     | 2020 | Weihai            | Fan Zhendong (4)      | Ma Long              | Tomokazu Harimoto             |
| 42     | 2024 | Macau             | Ma Long (3)           | Lin Gaoyuan          | Tomokazu Harimoto Wang Chuqin |
| 43     | 2025 | Macau             | 14 t/m 20 april 2025  | 14 t/m 20 april 2025 | 14 t/m 20 april 2025          |

### Medaillespiegel

#### Per land
| Rang | Land              |    |    |    | Totaal |
| ---- | ----------------- | -- | -- | -- | ------ |
| 1    | China             | 27 | 20 | 17 | 64     |
| 2    | Duitsland         | 4  | 5  | 5  | 14     |
| 3    | Zweden            | 3  | 3  | 4  | 10     |
| 4    | Wit-Rusland       | 3  | 1  | 3  | 7      |
| 5    | Kroatië           | 2  | 0  | 4  | 6      |
| 6    | Polen             | 1  | 2  | 1  | 4      |
| 7    | Frankrijk         | 1  | 1  | 0  | 2      |
| 8    | Hongarije         | 1  | 0  | 0  | 1      |
| 9    | Zuid-Korea        | 0  | 5  | 3  | 8      |
| 10   | Griekenland       | 0  | 2  | 0  | 2      |
| 11   | Japan             | 0  | 1  | 2  | 3      |
| 12   | België            | 0  | 1  | 0  | 1      |
| 12   | Oostenrijk        | 0  | 1  | 0  | 1      |
| 14   | Canada            | 0  | 0  | 1  | 1      |
| 14   | Chinees Taipei    | 0  | 0  | 1  | 1      |
| 14   | Hongkong          | 0  | 0  | 1  | 1      |
| 14   | Tsjecho-Slowakije | 0  | 0  | 1  | 1      |
|      |                   | 42 | 42 | 43 | 127    |

#### Meervoudige winnaars
| Rang | Speler            | Goud | Zilver | Brons | Totaal |
| ---- | ----------------- | ---- | ------ | ----- | ------ |
| 1    | Fan Zhendong      | 4    | 1      | 0     | 5      |
| 2    | Ma Lin            | 4    | 0      | 1     | 5      |
| 3    | Wang Hao          | 3    | 3      | 1     | 7      |
| 4    | Ma Long           | 3    | 2      | 3     | 8      |
| 5    | Vladimir Samsonov | 3    | 1      | 3     | 7      |
| 6    | Timo Boll         | 2    | 4      | 2     | 8      |
| 7    | Ma Wenge          | 2    | 1      | 0     | 3      |
| 7    | Zhang Jike        | 2    | 1      | 0     | 3      |
| 9    | Zoran Primorac    | 2    | 0      | 4     | 6      |
| 10   | Guo Yuehua        | 2    | 0      | 1     | 3      |

## Vrouwen enkelspel

### Medaillewinnaars
| Editie | Jaar | Plaats       | Goud                 | Zilver               | Brons                   |
| ------ | ---- | ------------ | -------------------- | -------------------- | ----------------------- |
| 1      | 1996 | Hongkong     | Deng Yaping          | Yang Ying            | Wang Chen               |
| 2      | 1997 | Shanghai     | Wang Nan             | Li Ju                | Li Chunli               |
| 3      | 1998 | Taipei       | Wang Nan (2)         | Li Ju                | Chen-Tong Fei-Ming      |
| 4      | 2000 | Phnom Penh   | Li Ju                | Wang Nan             | Sun Jin                 |
| 5      | 2001 | Wuhu         | Zhang Yining         | Kim Hyon-hui         | Mihaela Șteff           |
| 6      | 2002 | Singapore    | Zhang Yining (2)     | Li Nan               | Tie Ya Na               |
| 7      | 2003 | Hongkong     | Wang Nan (3)         | Niu Jianfeng         | Zhang Yining            |
| 8      | 2004 | Hangzhou     | Zhang Yining (3)     | Wang Nan             | Tie Ya Na               |
| 9      | 2005 | Guangzhou    | Zhang Yining (4)     | Guo Yan              | Ai Fukuhara             |
| 10     | 2006 | Urumqi       | Guo Yan              | Zhang Yining         | Li Jiawei               |
| 11     | 2007 | Chengdu      | Wang Nan (4)         | Zhang Yining         | Guo Yue                 |
| 12     | 2008 | Kuala Lumpur | Li Xiaoxia           | Tie Ya Na            | Li Jiawei               |
| 13     | 2009 | Guangzhou    | Liu Shiwen           | Guo Yue              | Li Xiaoxia              |
| 14     | 2010 | Kuala Lumpur | Guo Yan (2)          | Jiang Huajun         | Guo Yue                 |
| 15     | 2011 | Singapore    | Ding Ning            | Li Xiaoxia           | Tie Ya Na               |
| 16     | 2012 | Huangshi     | Liu Shiwen (2)       | Elizabeta Samara     | Shen Yanfei             |
| 17     | 2013 | Kobe         | Liu Shiwen (3)       | Wu Yang              | Feng Tian Wei           |
| 18     | 2014 | Linz         | Ding Ning (2)        | Li Xiaoxia           | Kasumi Ishikawa         |
| 19     | 2015 | Sendai       | Liu Shiwen (4)       | Kasumi Ishikawa      | Petrissa Solja          |
| 20     | 2016 | Philadelphia | Miu Hirano           | Cheng I-ching        | Feng Tian Wei           |
| 21     | 2017 | Markham      | Zhu Yuling           | Liu Shiwen           | Cheng I-ching           |
| 22     | 2018 | Chengdu      | Ding Ning (3)        | Zhu Yuling           | Cheng I-ching           |
| 23     | 2019 | Chengdu      | Liu Shiwen (5)       | Zhu Yuling           | Feng Tian Wei           |
| 24     | 2020 | Weihai       | Chen Meng            | Sun Yingsha          | Mima Ito                |
| 25     | 2024 | Macau        | Sun Yingsha          | Wang Manyu           | Chen Meng Miwa Harimoto |
| 26     | 2025 | Macau        | 14 t/m 20 april 2025 | 14 t/m 20 april 2025 | 14 t/m 20 april 2025    |

### Medaillespiegel

#### Per land
| Rang | Land           |    |    |    | Totaal |
| ---- | -------------- | -- | -- | -- | ------ |
| 1    | China          | 24 | 19 | 7  | 50     |
| 2    | Japan          | 1  | 1  | 4  | 6      |
| 3    | Hongkong       | 0  | 2  | 3  | 5      |
| 4    | Chinees Taipei | 0  | 1  | 3  | 4      |
| 5    | Roemenië       | 0  | 1  | 1  | 2      |
| 6    | Zuid-Korea     | 0  | 1  | 0  | 1      |
| 7    | Singapore      | 0  | 0  | 5  | 5      |
| 8    | Duitsland      | 0  | 0  | 1  | 1      |
| 8    | Nieuw-Zeeland  | 0  | 0  | 1  | 1      |
| 8    | Spanje         | 0  | 0  | 1  | 1      |
|      |                | 25 | 25 | 26 | 76     |

#### Meervoudige winnaars
| Rang | Speler       | Goud | Zilver | Brons | Totaal |
| ---- | ------------ | ---- | ------ | ----- | ------ |
| 1    | Liu Shiwen   | 5    | 1      | 0     | 6      |
| 2    | Zhang Yining | 4    | 2      | 1     | 7      |
| 3    | Wang Nan     | 4    | 2      | 0     | 6      |
| 4    | Ding Ning    | 3    | 0      | 0     | 3      |
| 5    | Guo Yan      | 2    | 1      | 0     | 3      |

## Mixed Team

### Medaillewinnaars
| Editie | Jaar | Plaats  | Goud  | Zilver     | Brons    |
| ------ | ---- | ------- | ----- | ---------- | -------- |
| 1      | 2023 | Chengdu | China | Zuid-Korea | Japan    |
| 2      | 2024 | Chengdu | China | Zuid-Korea | Hongkong |

## Wetenswaardigheden

### Algemeen
- Ma Lin was in 2006 de eerste speler die vier keer de World Cup won. Hij was daarvoor al recordhouder sinds hij voor de derde keer won in 2004, wat voor hem ook niemand lukte. De Chinees won zijn eerste twee wereldbekers door in de eindstrijd Kalinikos Kreanga te kloppen. In 2005 won Ma vervolgens de finale van Timo Boll, in 2006 van Wang Hao.
- Wang Hao werd in 2010 recordhouder wat betreft het aantal finaleplaatsen in de World Cup. Hij won het toernooi toen voor de derde keer (na in 2007 en 2008) en was verliezend finalist in 2005 en 2006. Voor 2010 deelde Wang Hao het hoogste aantal finaleplaatsen met zijn landgenoot Ma Lin (destijds allebei vier).
- Het recordaantal eindzeges in de wereldbeker wordt bij de vrouwen sinds 2007 gedeeld door Zhang Yining en Wang Nan, met beide vier overwinningen. Zij delen eveneens sinds 2007 ook het record wat betreft het aantal finaleplaatsen, met beide zes plaatsingen. In 2004 en 2007 troffen ze elkaar in de eindstrijd.
- De vrouwenfinale van de World Cup had in 1997, 1998 en 2000 drie keer achter elkaar dezelfde bezetting: Wang Nan tegen Li Ju.

*Bijgewerkt tot 27 oktober 2014

### België en Nederland
- Namens Nederland namen Li Jiao (in 2007 en 2008) en Britt Eerland (in 2020) deel.
- Namens België nam eveneens één persoon deel aan de World Cup, namelijk Jean-Michel Saive (in 1989-1991, 1993-2003, 2005, 2006 en 2008). Hij won in Taipei 1994 een zilveren medaille.

*Bijgewerkt tot en met 2008
Mannen 1980 · 1981 · 1982 · 1983 · 1984 · 1985 · 1986 · 1987 · 1988 · 1989 · 1990 · 1991 · 1992 · 1993 · 1994 · 1995 · 1996 · 1997 · 1998 · 1999 · 2000 · 2001 · 2002 · 2003 · 2004 · 2005 · 2006 · 2007 · 2008 · 2009 · 2010 · 2011 · 2012 · 2013 · 2014 · 2015 · 2016 · 2017 · 2018 · 2019 · 2020

Vrouwen 1996 · 1997 · 1998 · 2000 · 2001 · 2002 · 2003 · 2004 · 2005 · 2006 · 2007 · 2008 · 2009 · 2010 ·  2011 · 2012 · 2013 · 2014 · 2015 · 2016 · 2017 · 2018 · 2019 · 2020

Mannen & vrouwen 2024 · 2025